# G-Eazy/Diskografie
Diese Diskografie ist eine Übersicht über die musikalischen Werke des US-amerikanischen Rappers G-Eazy. Den Quellenangaben und Schallplattenauszeichnungen zufolge hat er bisher mehr als 56,8 Millionen Tonträger verkauft, davon alleine in seiner Heimat über 44,5 Millionen. Seine erfolgreichste Veröffentlichung ist die in Zusammenarbeit mit Bebe Rexha entstandene Single Me, Myself & I mit über 10,4 Millionen verkauften Einheiten.

## Alben

### Studioalben
| Jahr | Titel Musiklabel                             | Höchstplatzierung, Gesamtwochen, AuszeichnungChartplatzierungen (Jahr, Titel, Musiklabel, Platzierungen, Wochen, Auszeichnungen, Anmerkungen) | Höchstplatzierung, Gesamtwochen, AuszeichnungChartplatzierungen (Jahr, Titel, Musiklabel, Platzierungen, Wochen, Auszeichnungen, Anmerkungen) | Höchstplatzierung, Gesamtwochen, AuszeichnungChartplatzierungen (Jahr, Titel, Musiklabel, Platzierungen, Wochen, Auszeichnungen, Anmerkungen) | Höchstplatzierung, Gesamtwochen, AuszeichnungChartplatzierungen (Jahr, Titel, Musiklabel, Platzierungen, Wochen, Auszeichnungen, Anmerkungen) | Höchstplatzierung, Gesamtwochen, AuszeichnungChartplatzierungen (Jahr, Titel, Musiklabel, Platzierungen, Wochen, Auszeichnungen, Anmerkungen) | Anmerkungen                                                   |
| Jahr | Titel Musiklabel                             | DE | AT | CH | UK | US | Anmerkungen                                                   |
| ---- | -------------------------------------------- | --- | --- | --- | --- | --- | ------------------------------------------------------------- |
| 2009 | The Epidemic LP Selbstverlag                 | — | — | — | — | — | Erstveröffentlichung: 10. Juli 2009                           |
| 2012 | Must Be Nice Selbstverlag                    | — | — | — | — | — | Erstveröffentlichung: 26. September 2012                      |
| 2014 | These Things Happen Selbstverlag             | — | — | — | — | US3 Platin · (138 Wo.)US | Erstveröffentlichung: 23. Juni 2014 Verkäufe: + 1.085.000     |
| 2015 | When It’s Dark Out RCA Records (Sony)        | — | — | CH32 (1 Wo.)CH | UK62 Silber · (1 Wo.)UK | US5 ×2Doppelplatin · (97 Wo.)US | Erstveröffentlichung: 4. Dezember 2015 Verkäufe: + 2.215.000  |
| 2017 | The Beautiful & Damned RCA Records (Sony)    | DE56 (5 Wo.)DE | AT48 (1 Wo.)AT | CH38 (4 Wo.)CH | UK76 (2 Wo.)UK | US3 Platin · (63 Wo.)US | Erstveröffentlichung: 15. Dezember 2017 Verkäufe: + 1.195.000 |
| 2020 | Everything’s Strange Here RCA Records (Sony) | — | — | — | — | US143 (1 Wo.)US | Erstveröffentlichung: 26. Juni 2020                           |
| 2021 | These Things Happen Too RCA Records (Sony)   | — | AT65 (1 Wo.)AT | CH50 (1 Wo.)CH | — | US19 (3 Wo.)US | Erstveröffentlichung: 24. September 2021 Verkäufe: + 40.000   |
| 2024 | Freak Show RCA Records (Sony)                | — | — | — | — | — | Erstveröffentlichung: 21. Juni 2024                           |

### Mixtapes
| Jahr | Titel Musiklabel                  | Anmerkungen                          |
| ---- | --------------------------------- | ------------------------------------ |
| 2008 | The Tipping Point Selbstverlag    | Erstveröffentlichung: 28. Juli 2008  |
| 2009 | Sikkis on the Planet Selbstverlag | Erstveröffentlichung: 2009           |
| 2009 | Quarantine Selbstverlag           | Erstveröffentlichung: 2009           |
| 2010 | Big Selbstverlag                  | Erstveröffentlichung: 20. April 2010 |
| 2011 | The Outsider Selbstverlag         | Erstveröffentlichung: 31. März 2011  |
| 2011 | The Endless Summer Selbstverlag   | Erstveröffentlichung: 9. August 2011 |

### EPs
| Jahr | Titel Musiklabel                              | Höchstplatzierung, Gesamtwochen, AuszeichnungChartplatzierungen (Jahr, Titel, Musiklabel, Platzierungen, Wochen, Auszeichnungen, Anmerkungen) | Höchstplatzierung, Gesamtwochen, AuszeichnungChartplatzierungen (Jahr, Titel, Musiklabel, Platzierungen, Wochen, Auszeichnungen, Anmerkungen) | Höchstplatzierung, Gesamtwochen, AuszeichnungChartplatzierungen (Jahr, Titel, Musiklabel, Platzierungen, Wochen, Auszeichnungen, Anmerkungen) | Höchstplatzierung, Gesamtwochen, AuszeichnungChartplatzierungen (Jahr, Titel, Musiklabel, Platzierungen, Wochen, Auszeichnungen, Anmerkungen) | Höchstplatzierung, Gesamtwochen, AuszeichnungChartplatzierungen (Jahr, Titel, Musiklabel, Platzierungen, Wochen, Auszeichnungen, Anmerkungen) | Anmerkungen                                        |
| Jahr | Titel Musiklabel                              | DE | AT | CH | UK | US | Anmerkungen                                        |
| ---- | --------------------------------------------- | --- | --- | --- | --- | --- | -------------------------------------------------- |
| 2008 | Fresh EP Eigenvertrieb                        | — | — | — | — | — | Erstveröffentlichung: 4. März 2008                 |
| 2011 | Nose Goes Eigenvertrieb                       | — | — | — | — | — | Erstveröffentlichung: 2011 mit Swiss Chriss        |
| 2013 | Must Be Twice Eigenvertrieb                   | — | — | — | — | — | Erstveröffentlichung: 2013 mit Christoph Andersson |
| 2014 | These Things Also Happened Eigenvertrieb      | — | — | — | — | — | Erstveröffentlichung: 2014 Christoph Andersson     |
| 2017 | Step Brothers RCA Records (Sony)              | — | — | — | — | US81 (1 Wo.)US | Erstveröffentlichung: 31. März 2017 mit Carnage    |
| 2017 | Nothing Wrong BPG, RVG, RCA                   | — | — | — | — | — | Erstveröffentlichung: 2. August 2017               |
| 2018 | The Vault BPG, RVG, RCA                       | — | — | — | — | — | Erstveröffentlichung: 24. Mai 2018                 |
| 2018 | The Beautiful & Damned: Remixes BPG, RVG, RCA | — | — | — | — | — | Erstveröffentlichung: 2018                         |
| 2019 | B-Sides BPG, RVG, RCA                         | — | — | — | — | — | Erstveröffentlichung: 25. Juni 2019                |
| 2019 | Scary Nights RCA Records (Sony)               | — | — | CH91 (1 Wo.)CH | — | US27 (2 Wo.)US | Erstveröffentlichung: 18. Oktober 2019             |

## Singles

### Als Leadmusiker
| Jahr | Titel Album                                      | Höchstplatzierung, Gesamtwochen, AuszeichnungChartplatzierungen (Jahr, Titel, Album, Platzierungen, Wochen, Auszeichnungen, Anmerkungen) | Höchstplatzierung, Gesamtwochen, AuszeichnungChartplatzierungen (Jahr, Titel, Album, Platzierungen, Wochen, Auszeichnungen, Anmerkungen) | Höchstplatzierung, Gesamtwochen, AuszeichnungChartplatzierungen (Jahr, Titel, Album, Platzierungen, Wochen, Auszeichnungen, Anmerkungen) | Höchstplatzierung, Gesamtwochen, AuszeichnungChartplatzierungen (Jahr, Titel, Album, Platzierungen, Wochen, Auszeichnungen, Anmerkungen) | Höchstplatzierung, Gesamtwochen, AuszeichnungChartplatzierungen (Jahr, Titel, Album, Platzierungen, Wochen, Auszeichnungen, Anmerkungen) | Anmerkungen |
| Jahr | Titel Album                                      | DE | AT | CH | UK | US | Anmerkungen |
| --- | ------------------------------------------------ | --- | --- | --- | --- | --- | --- |
| 2012 | Marilyn Must Be Nice                             | — | — | — | — | — | Erstveröffentlichung: 19. Februar 2012 feat. Dominique Le Jeune                                                      |
| 2013 | Been On These Things Happen                      | — | — | — | — | US— GoldUS | Erstveröffentlichung: 20. August 2013 Verkäufe: + 500.000                                                            |
| 2013 | Far Alone These Things Happen                    | — | — | — | — | US— PlatinUS | Erstveröffentlichung: 20. November 2013 Verkäufe: + 1.000.000; feat. Jay Ant & E-40                                  |
| 2013 | Almost Famous These Things Happen                | — | — | — | — | US— GoldUS | Erstveröffentlichung: 10. Dezember 2013 Verkäufe: + 500.000                                                          |
| 2014 | Tumblr Girls These Things Happen                 | — | — | — | UK98 Silber · (2 Wo.)UK | US— PlatinUS | Erstveröffentlichung: 23. Januar 2014 in UK erst 2023 in den Charts Verkäufe: + 1.240.000; feat. Christoph Andersson |
| 2014 | I Mean It These Things Happen                    | DE— GoldDE | — | — | UK— SilberUK | US98 ×3Dreifachplatin · (4 Wo.)US | Erstveröffentlichung: 13. Mai 2014 Verkäufe: + 3.635.000; feat. Remo                                                 |
| 2014 | Monica Lewinsky –                                | — | — | — | — | — | Erstveröffentlichung: 5. Juni 2014 feat. Skizzy Mars & Kyle                                                          |
| 2014 | Lotta That These Things Happen                   | — | — | — | — | US— GoldUS | Erstveröffentlichung: 10. Juni 2014 feat. A$AP Ferg & Danny Seth                                                     |
| 2015 | Me, Myself & I When It’s Dark Out                | DE7 ×3Dreifachgold · (37 Wo.)DE | AT6 Gold · (30 Wo.)AT | CH11 ×2Doppelplatin · (36 Wo.)CH | UK13 ×2Doppelplatin · (30 Wo.)UK | US7 ×7Siebenfachplatin · (37 Wo.)US | Erstveröffentlichung: 14. Oktober 2015 Verkäufe: + 10.493.700; feat. Bebe Rexha                                      |
| 2015 | Drifting When It’s Dark Out                      | — | — | — | — | US98 Platin · (1 Wo.)US | Erstveröffentlichung: 19. November 2015 Verkäufe: + 1.040.000; feat. Chris Brown & Tory Lanez                        |
| 2015 | You Got Me When It’s Dark Out                    | — | — | — | — | US— PlatinUS | Erstveröffentlichung: 4. Dezember 2015 Verkäufe: + 1.000.000                                                         |
| 2016 | Order More When It’s Dark Out                    | — | — | — | — | US— PlatinUS | Erstveröffentlichung: 1. April 2016 Verkäufe: + 1.040.000; feat. Lil Wayne, Yo Gotti & Starrah                       |
| 2016 | Saw It Coming Ghostbusters O.S.T.                | — | — | — | — | — | Erstveröffentlichung: 10. Juni 2016 feat. Jeremih                                                                    |
| 2016 | Some Kind of Drug When It’s Dark Out             | — | — | — | — | US97 Platin · (3 Wo.)US | Erstveröffentlichung: 18. November 2016 Verkäufe: + 1.110.000; feat. Marc E. Bassy                                   |
| 2016 | Vengeance On My Mind –                           | — | — | — | — | — | Erstveröffentlichung: 9. Dezember 2016 feat. Dana                                                                    |
| 2017 | Good Life Fast & Furious 8 O.S.T                 | DE15 Gold · (14 Wo.)DE | AT16 (10 Wo.)AT | CH13 (17 Wo.)CH | UK53 Silber · (8 Wo.)UK | US59 Platin · (5 Wo.)US | Erstveröffentlichung: 17. März 2017 Verkäufe: + 1.730.000; mit Kehlani                                               |
| 2017 | No Limit The Beautiful & Damned                  | DE63 Gold · (5 Wo.)DE | AT60 (1 Wo.)AT | CH54 Platin · (11 Wo.)CH | UK45 Gold · (10 Wo.)UK | US4 ×7Siebenfachplatin · (29 Wo.)US | Erstveröffentlichung: 8. September 2017 Verkäufe: + 8.170.000; feat. A$AP Rocky & Cardi B                            |
| 2017 | Him & I The Beautiful & Damned                   | DE6 ×3Dreifachgold · (21 Wo.)DE | AT9 Gold · (18 Wo.)AT | CH9 Platin · (24 Wo.)CH | UK22 Platin · (17 Wo.)UK | US14 ×3Dreifachplatin · (20 Wo.)US | Erstveröffentlichung: 5. Dezember 2017 Verkäufe: + 5.508.333; feat. Halsey                                           |
| 2018 | Sober The Beautiful & Damned                     | — | — | — | — | US— GoldUS | Erstveröffentlichung: 9. März 2018 Verkäufe: + 540.000; feat. Charlie Puth                                           |
| 2018 | 1942 Uncle Drew (OST)                            | — | — | — | — | US70 Platin · (8 Wo.)US | Erstveröffentlichung: 13. April 2018 Verkäufe: + 1.080.000; mit Yo Gotti & YBN Nahmir                                |
| 2018 | Drop –                                           | — | — | — | — | — | Erstveröffentlichung: 21. Juni 2018 feat. Blac Youngsta & Blocboy JB                                                 |
| 2018 | Rewind –                                         | — | — | — | — | — | Erstveröffentlichung: 12. September 2018 feat. Anthony Russo                                                         |
| 2018 | Down Chick Pt. II –                              | — | — | — | — | — | Erstveröffentlichung: 24. September 2018 mit Yhung T.O.                                                              |
| 2018 | Endless Summer Freestyle –                       | — | — | — | — | — | Erstveröffentlichung: 2. Oktober 2018 feat. YG                                                                       |
| 2019 | West Coast –                                     | — | — | — | — | US— GoldUS | Erstveröffentlichung: 7. März 2019 mit Blueface                                                                      |
| 2019 | Throw Fits –                                     | — | — | — | — | — | Erstveröffentlichung: 17. Mai 2019 mit London on da Track feat. City Girls & Juvenile                                |
| 2019 | I Wanna Rock Scary Nights                        | — | — | — | — | — | Erstveröffentlichung: 15. Oktober 2019 feat. Gunna                                                                   |
| 2019 | Nadie como tú –                                  | — | — | — | — | — | Erstveröffentlichung: 6. Dezember 2019 mit Amenazzy                                                                  |
| 2020 | Still Be Friends These Things Happen Too         | DE53 (12 Wo.)DE | AT57 (7 Wo.)AT | CH76 (4 Wo.)CH | UK— SilberUK | US— PlatinUS | Erstveröffentlichung: 7. Februar 2020 Verkäufe: + 1.360.000; feat. Tory Lanez & Tyga                                 |
| 2020 | Angel Cry –                                      | — | — | — | — | — | Erstveröffentlichung: 28. April 2020 mit Devon Baldwin                                                               |
| 2020 | The End –                                        | — | — | — | — | — | Erstveröffentlichung: 28. April 2020 mit Kossisko                                                                    |
| 2020 | Moana These Things Happen Too                    | — | — | — | — | — | Erstveröffentlichung: 29. April 2020 feat. Jack Harlow                                                               |
| 2020 | Free Porn, Cheap Drugs Everything’s Strange Here | — | — | — | — | — | Erstveröffentlichung: 22. Mai 2020                                                                                   |
| 2020 | Stan by Me Everything’s Strange Here             | — | — | — | — | — | Erstveröffentlichung: 29. Mai 2020                                                                                   |
| 2020 | Love Is Gone –                                   | — | — | — | — | — | Erstveröffentlichung: 12. Juni 2020 feat. Drew Love & Jahmed                                                         |
| 2020 | Bounce Back –                                    | — | — | — | — | — | Erstveröffentlichung: 7. August 2020 mit Rexx Life Raj feat. Jay Anthony                                             |
| 2020 | Hate the Way These Things Happen Too             | DE— aDE | — | — | — | US71 (1 Wo.)US | Erstveröffentlichung: 16. Oktober 2020 Verkäufe: + 40.000; feat. Blackbear                                           |
| 2021 | Provide These Things Happen Too                  | — | — | — | UK98 (1 Wo.)UK | US64 (1 Wo.)US | Erstveröffentlichung: 5. Februar 2021 feat. Chris Brown & Mark Morrison                                              |
| 2021 | Breakdown These Things Happen Too                | DE— bDE | — | — | — | — | Erstveröffentlichung: 17. September 2021 feat. Demi Lovato                                                           |
| 2024 | Lady Killers II –                                | — | AT60 (2 Wo.)AT | CH60 (4 Wo.)CH | UK79 (2 Wo.)UK | — | Erstveröffentlichung: 17. März 2024                                                                                  |
| 2024 | Lady Killers III Freak Show                      | — | — | — | — | — | Erstveröffentlichung: 2. Mai 2024                                                                                    |
| Folgende Lieder erschienen nicht als Single, wurden aber durch das Album zum Download und Streaming bereitgestellt und konnten somit eine Platzierung erlangen: |                                                  | | | | | | |
| |                                                  | | | | | | |
| 2015 | Random When It’s Dark Out                        | — | — | — | — | US94 Platin · (1 Wo.)US | Charteinstieg: 26. Dezember 2015 Verkäufe: + 1.000.000                                                               |
| 2017 | The Plan The Beautiful & Damned                  | — | — | — | — | US96 Gold · (1 Wo.)US | Charteinstieg: 2. Dezember 2017 Verkäufe: + 500.000                                                                  |

### Als Gastmusiker
| Jahr | Titel Album                                     | Höchstplatzierung, Gesamtwochen, AuszeichnungChartplatzierungen (Jahr, Titel, Album, Platzierungen, Wochen, Auszeichnungen, Anmerkungen) | Höchstplatzierung, Gesamtwochen, AuszeichnungChartplatzierungen (Jahr, Titel, Album, Platzierungen, Wochen, Auszeichnungen, Anmerkungen) | Höchstplatzierung, Gesamtwochen, AuszeichnungChartplatzierungen (Jahr, Titel, Album, Platzierungen, Wochen, Auszeichnungen, Anmerkungen) | Höchstplatzierung, Gesamtwochen, AuszeichnungChartplatzierungen (Jahr, Titel, Album, Platzierungen, Wochen, Auszeichnungen, Anmerkungen) | Höchstplatzierung, Gesamtwochen, AuszeichnungChartplatzierungen (Jahr, Titel, Album, Platzierungen, Wochen, Auszeichnungen, Anmerkungen) | Anmerkungen |
| Jahr | Titel Album                                     | DE | AT | CH | UK | US | Anmerkungen |
| --- | ----------------------------------------------- | --- | --- | --- | --- | --- | --- |
| 2015 | Lights and Camera –                             | — | — | — | — | — | Erstveröffentlichung: 17. November 2014 Yuna feat. G-Eazy |
| 2015 | You Don’t Own Me FMA                            | — | AT55 (2 Wo.)AT | CH60 Gold · (5 Wo.)CH | UK4 Platin · (21 Wo.)UK | US57 Platin · (20 Wo.)US | Erstveröffentlichung: 17. März 2015 Verkäufe: + 2.255.000; Grace feat. G-Eazy |
| 2015 | Fuck with U –                                   | — | — | — | — | — | Erstveröffentlichung: 31. März 2015 Pia Mia feat. G-Eazy |
| 2015 | Exotic –                                        | — | — | — | — | — | Erstveröffentlichung: 19. Mai 2015 Quincy feat. G-Eazy |
| 2016 | Give It Up Unfinished Business                  | — | — | — | UK56 (2 Wo.)UK | — | Erstveröffentlichung: 29. April 2016 Nathan Sykes feat. G-Eazy |
| 2016 | You & Me Groovy People                          | DE91 (7 Wo.)DE | — | CH61 (8 Wo.)CH | — | US58 (16 Wo.)US | Erstveröffentlichung: 6. Mai 2016 Verkäufe: + 130.000; Marc E. Bassy feat. G-Eazy |
| 2016 | Make Me… Glory                                  | DE71 (1 Wo.)DE | AT61 (2 Wo.)AT | CH58 (2 Wo.)CH | UK42 (3 Wo.)UK | US17 Platin · (9 Wo.)US | Erstveröffentlichung: 15. Juli 2016 Verkäufe: + 1.070.000; Britney Spears feat. G-Eazy |
| 2016 | Over Again Galactica                            | — | — | — | — | — | Erstveröffentlichung: 7. September 2016 Quiñ feat. G-Eazy |
| 2017 | F.F.F. (Fuck Fake Friends) All Your Fault Pt. 1 | — | — | — | — | — | Erstveröffentlichung: 17. Februar 2017 Bebe Rexha feat. G-Eazy |
| 2017 | Purple Brick Road The Wild                      | — | — | — | — | — | Erstveröffentlichung: 17. Februar 2017 Raekwon feat. G-Eazy |
| 2017 | Fashion Week Shine                              | — | — | — | — | — | Erstveröffentlichung: 24. Februar 2017 Wale feat. G-Eazy |
| 2017 | Say Less –                                      | — | — | — | — | — | Erstveröffentlichung: 7. April 2017 Dillon Francis feat. G-Eazy |
| 2017 | I’m On 3.0 The Truth, Pt.2                      | — | — | — | — | — | Erstveröffentlichung: 23. Juni 2017 Trae tha Truth feat. T.I., Dave East, Tee Grizzley, Royce da 5′9″, Curren$y, D.R.A.M., Snoop Dogg, Fabolous, Rick Ross, Chamillionaire, G-Eazy, Styles P., E-40, Mark Morrison & Gary Clark jr. |
| 2017 | Love a Loser –                                  | — | — | — | — | — | Erstveröffentlichung: 4. August 2017 Cassie feat. G-Eazy |
| 2017 | So Simple Gossip Columns                        | — | — | — | — | — | Erstveröffentlichung: 29. September 2017 Marc E. Bassy feat. G-Eazy |
| 2018 | Reverse Hooligans                               | — | — | — | — | — | Erstveröffentlichung: 8. Juni 2018 Vic Mensa feat. G-Eazy |
| 2019 | Girls Have Fun Legendary                        | — | — | — | — | — | Erstveröffentlichung: 23. Januar 2019 Tyga feat. G-Eazy & Rich the Kid |
| 2019 | My Year Gashi                                   | — | — | — | — | — | Erstveröffentlichung: 24. Januar 2019 Gashi feat. G-Eazy |
| 2019 | W.A.N.T.S. Global Meltdown                      | — | — | — | — | — | Erstveröffentlichung: 6. März 2019 Global Dan feat. G-Eazy |
| 2019 | Wobble Up Indigo                                | — | — | — | — | US— GoldUS | Erstveröffentlichung: 17. April 2019 Verkäufe: + 500.000; Chris Brown feat. Nicki Minaj & G-Eazy |
| 2019 | Blank Marquee Rouge                             | — | — | — | — | — | Erstveröffentlichung: 16. Mai 2019 Yuna feat. G-Eazy |
| 2019 | Wait for Me –                                   | — | — | — | — | — | Erstveröffentlichung: 26. Juni 2019 Carnage feat. G-Eazy, Wiz Khalifa & Prinze George |
| 2021 | Who You Loving? –                               | — | — | — | — | — | Erstveröffentlichung: 13. Februar 2020 DreamDoll feat. G-Eazy & Rakhy |
| 2021 | Cruel Intentions Black Coffee                   | — | — | — | — | — | Erstveröffentlichung: 28. Februar 2020 Delacey feat. G-Eazy |
| 2021 | 2 Seater Visionland                             | — | — | — | — | — | Erstveröffentlichung: 19. März 2020 YBN Nahmir feat. G-Eazy & Offset |
| 2021 | Share That Love 4 (The Pink Album)              | — | — | — | — | — | Erstveröffentlichung: 21. August 2020 Verkäufe: + 180.000; Lukas Graham feat. G-Eazy |
| 2021 | Love Runs Out –                                 | DE89 (1 Wo.)DE | — | CH77 (1 Wo.)CH | — | — | Erstveröffentlichung: 6. August 2021 Martin Garrix feat. G-Eazy & Sasha Alex Sloan |
| 2023 | MVP –                                           | — | — | — | — | — | Erstveröffentlichung: 12. Mai 2023 A Boogie wit da Hoodie feat. G-Eazy |
| 2024 | Rock n Roll Oldschool Love                      | DE55 (3 Wo.)DE | — | — | — | — | Erstveröffentlichung: 25. Oktober 2024 Leony feat. G-Eazy |
| 2025 | By Your Side (In My Mind) (Part II) –           | DE— cDE | — | — | — | — | Erstveröffentlichung: 31. Januar 2025 Leony feat. G-Eazy & Felix Jaehn; Original: Feenixpawl & Ivan Gough feat. Georgi Kay – In My Mind                                                                                             |
| Folgende Lieder erschienen nicht als Single, wurden aber durch das Album zum Download und Streaming bereitgestellt und konnten somit eine Platzierung erlangen: |                                                 | | | | | | |
| |                                                 | | | | | | |
| 2018 | Same Bitches Beerbongs & Bentleys               | DE71 (1 Wo.)DE | AT40 (2 Wo.)AT | — | UK— SilberUK | US20 Platin · (3 Wo.)US | Charteinstieg: 4. Mai 2018 Verkäufe: + 1.465.000; Post Malone feat. G-Eazy & YG |

## Statistik

### Chartauswertung
|                     | DE    | AT    | CH    | UK    | US    |
| ------------------- | ----- | ----- | ----- | ----- | ----- |
| Nummer-eins-Alben   | DE—DE | AT—AT | CH—CH | UK—UK | US—US |
| Top-10-Alben        | DE—DE | AT—AT | CH—CH | UK—UK | US3US |
| Alben in den Charts | DE1DE | AT2AT | CH4CH | UK2UK | US7US |

|                       | DE     | AT    | CH     | UK    | US     |
| --------------------- | ------ | ----- | ------ | ----- | ------ |
| Nummer-eins-Singles   | DE—DE  | AT—AT | CH—CH  | UK—UK | US—US  |
| Top-10-Singles        | DE2DE  | AT2AT | CH1CH  | UK1UK | US2US  |
| Singles in den Charts | DE10DE | AT9AT | CH10CH | UK9UK | US16US |

### Auszeichnungen für Musikverkäufe
| Land/RegionAuszeichnungen für Musikverkäufe (Land/Region, Auszeichnungen, Verkäufe, Quellen) | Silber     | Gold       | Platin         | Diamant  | Verkäufe   | Quellen                  |
| -------------------------------------------------------------------------------------------- | ---------- | ---------- | -------------- | -------- | ---------- | ------------------------ |
| Australien (ARIA)                                                                            | —          | —          | 11× Platin11   | —        | 770.000    | aria.com.au              |
| Belgien (BRMA)                                                                               | —          | Gold1      | Platin1        | —        | 45.000     | ultratop.be              |
| Brasilien (PMB)                                                                              | —          | Gold1      | —              | —        | 20.000     | pro-musicabr.org.br      |
| Chile (IFPI)                                                                                 | —          | —          | Platin1        | —        | 80.000     | Einzelnachweise          |
| Dänemark (IFPI)                                                                              | —          | 6× Gold6   | 6× Platin6     | —        | 670.000    | ifpi.dk                  |
| Deutschland (BVMI)                                                                           | —          | 5× Gold5   | 2× Platin2     | —        | 1.800.000  | musikindustrie.de        |
| Frankreich (SNEP)                                                                            | —          | Gold1      | —              | Diamant1 | 407.033    | snepmusique.com          |
| Italien (FIMI)                                                                               | —          | 2× Gold2   | 3× Platin3     | —        | 250.000    | fimi.it                  |
| Japan (RIAJ)                                                                                 | —          | —          | Platin1        | —        | —          | riaj.or.jp               |
| Kanada (MC)                                                                                  | —          | 9× Gold9   | 29× Platin29   | —        | 2.680.000  | musiccanada.com          |
| Mexiko (AMPROFON)                                                                            | —          | 2× Gold2   | —              | —        | 60.000     | amprofon.com.mx          |
| Neuseeland (RMNZ)                                                                            | —          | 2× Gold2   | 20× Platin20   | —        | 585.000    | radioscope.co.nz NZ2     |
| Niederlande (NVPI)                                                                           | —          | —          | Platin1        | —        | 40.000     | nvpi.nl                  |
| Norwegen (IFPI)                                                                              | —          | —          | 7× Platin7     | —        | 340.000    | ifpi.no                  |
| Österreich (IFPI)                                                                            | —          | 2× Gold2   | —              | —        | 30.000     | ifpi.at                  |
| Polen (ZPAV)                                                                                 | —          | Gold1      | 12× Platin12   | —        | 245.000    | olis.pl                  |
| Portugal (AFP)                                                                               | —          | 2× Gold2   | —              | —        | 10.000     | Einzelnachweise          |
| Schweden (IFPI)                                                                              | —          | —          | 5× Platin5     | —        | 240.000    | sverigetopplistan.se SE2 |
| Schweiz (IFPI)                                                                               | —          | Gold1      | 4× Platin4     | —        | 115.000    | hitparade.ch             |
| Spanien (Promusicae)                                                                         | —          | Gold1      | Platin1        | —        | 70.000     | elportaldemusica.es      |
| Vereinigte Staaten (RIAA)                                                                    | —          | 11× Gold11 | 39× Platin39   | —        | 44.500.000 | riaa.com                 |
| Vereinigtes Königreich (BPI)                                                                 | 6× Silber6 | Gold1      | 4× Platin4     | —        | 3.860.000  | bpi.co.uk                |
| Insgesamt                                                                                    | 6× Silber6 | 48× Gold48 | 147× Platin147 | Diamant1 |            |                          |